# Iwan Winogradow
Iwan Matwiejewicz Winogradow, ros. Иван Матвеевич Виноградов (ur. 2 września 1891 we wsi Miloljub w guberni pskowskiej, zm. 20 marca 1983 w Moskwie) – rosyjski matematyk, jeden z twórców analitycznej teorii liczb.

## Życiorys
Studiował na Uniwersytecie Petersburskim, gdzie w 1920 mianowano go profesorem. Od 1934 aż do śmierci (z wyjątkiem okresu 1941–1946) kierował Instytutem Matematycznym im. Stiekłowa Rosyjskiej Akademii Nauk.
Został odznaczony m.in. dwukrotnie Złotym Medalem „Sierp i Młot” Bohatera Pracy Socjalistycznej (1969 i 1982), pięciokrotnie Orderem Lenina oraz Orderem Rewolucji Październikowej. Laureat Nagrody Stalinowskiej (1941), Nagrody Leninowskiej (1972) oraz Nagrody Państwowej (1983).